# Clotilde Moynot
Pour les articles homonymes, voir Moynot.
Clotilde Moynot, née le 8 février 1963 à Marseille, est une actrice et metteuse en scène française,. 

## Biographie
Clotilde Moynot est la fille de Geneviève Moynot-Dandres, agente EDF et militante syndicale et de Jean-Louis Moynot. Elle est la sœur d'Emmanuel Moynot et la nièce de Bruno Moynot.
Née à Marseille, elle obtient à Paris un baccalauréat scientifique avec mention très bien, tout en suivant les ateliers d'Antoine Vitez, Yorgos Sevastocoqglou, Jean-Marie Winling, Virgil Tanase et Jérôme Deschamps au Théâtre des Quartiers d'Ivry. Après le bac, elle obtient une bourse pour intégrer le cursus d'arts et techniques du théâtre de Brandeis University où elle se forme entre autres auprès de Ted Kazanoff (en), Gates Mc Fadden, Kayla Kazahn Zalk et Daniel Gidron. Elle en sort diplômée d'un Bachelor of Arts avec mention magna cum laude et les honneurs du département théâtre.
De retour en France, elle poursuit sa formation auprès d'Ariane Mnouchkine au Théâtre du Soleil, et d'Andréas Voutsinás au Théâtre des Cinquante. Elle complète ce cursus par des cours de danse contemporaine avec Françoise Granier, Martine Salmon, Pierre Doussaint et Marion Lévy, des formations de clown avec Nicole Félix et Georges Bonnaud, de chant lyrique avec Claude Allée.
Son parcours de comédienne de théâtre se déroule presque entièrement au sein de compagnies indépendantes. Elle joue en salle, sur des scènes de plein air et en rue, en Europe et en Amérique du Nord, sous la direction de Nicolas Kerszenbaum, Vincent Martin, Didier Ruiz, Charles Tordjman, Joël Pommerat, Marianne Clévy, Claude Mangen, Frank Hoffman...
Au cinéma et à la télévision, son parcours se partage entre courts-métrages, films expérimentaux et formats grand public. On se souvient surtout de son rôle de préfète chargée du plan sécurité dans Paris 2011, La grande inondation, réalisé par Bruno Victor-Pujebet.
En 1990, avec le musicien Brad Scott, elle fonde la compagnie de spectacle vivant Pièces Montées. En 1994, elle co-écrit et met en scène avec lui le spectacle musical, chorégraphique et circassien Cabaret Sauvage, qui a depuis lors donné son nom à un lieu fixe dans le Parc de la Villette à Paris.
En dehors de la compagnie Pièces Montées, où elle produit ou met en scène une vingtaine de spectacles, elle collabore comme assistante à la mise en scène ou assistante à la production avec Julian Negulesco, Pip Simmons, Yánnis Kókkos, Michel Blanc, Gob Squad...
En 2006, elle met en scène Arnaque, Cocaïne et Bricolage de Mohamed Rouabhi au Splendid' St Martin.
En tant qu'autrice, elle co-écrit un spectacle de rue avec Laurent Vacher et Vincent Martin (L'Arbramouche, Cie L'Acte Théâtral), un spectacle de conte avec Madeleine Jimena et Marie-Hélène Peyresaubes (Motchia, Cie Pièces Montées) puis elle adapte à la scène plusieurs textes non-théâtraux : Seven Strangled Girls (Michael C. Ford (en)), Félicité dans un Arbre (Grace Paley), Au Boulot l'Ours (d'après Frank Tashlin, pour le jeune public), Regarde Les Lumières Mon Amour (Annie Ernaux).
En 2005, elle fonde le collectif artistique Femmes de Plume, dans le but de promouvoir les écritures théâtrales de femmes et de renouveler les représentations féminines à la scène,,.
De 2006 à 2019, elle est membre du comité de lecture À mots découverts, qui accompagne le travail des auteurs et autrices vivants, à travers l'organisation de chantiers d'écriture et de lectures publiques. En 2020, elle rejoint le comité de lecture « Jeunes textes en liberté » qui se préoccupe de la juste représentation à la scène de la diversité de la société.
En 2015, elle obtient le CQP (certificat de qualification professionnelle) d'animatrice radio à l'INA. Depuis, elle entretient des collaborations ponctuelles avec diverses antennes dont Aligre FM.
Depuis 2016, elle programme le festival Femmes ordinaires extraordinaires à Paris 20e, un événement multidisciplinaire en hommage à l'héritage culturel des femmes, dans le sillage des Journées du Matrimoine.

## Filmographie
- 1988 : Métro Europe (FR3), réal. Alain Cazuc
- 1990 : Plans-plans (Canal +), réal. Jérôme Soubeyrand
- 1996 : Proust lu (installation vidéo), réal. Véronique Aubouy
- 2000 : Prise de tête (Clotilde Moynot), réal. Olivier Chevillard et Jean-Pierre Pascaud
- 2001 : Le Lac (Clotilde Moynot), réal. Agnès Merlet
- 2003 : Contrepèteries (Clotilde Moynot), réal. Janol Apin
- 2007 : Partir + (WW Productions), réal. Waldeck Weisz
- 2008 : Villa Amalia, réal. Benoît Jacquot
- 2010 : Paris 2011, La grande inondation, réal. Bruno Victor-Pujebet[8],[9]
- 2017 : Lettre de Casablanca, réal. Francisco Rodriguez Teare (Chili)
- 2021 : Citoyen d'honneur (Axel Films), réal. Mohamed Hamidi
- 2021 : Syndrome E (Escazal Films), réal. Laure de Butler

## Théâtre

### Comédienne (France)
- 1986 : Théâtre du Mantois, Cendrillon (Grimm), mise en scène Jean-Charles Lenoir.
- 1987 : Théâtre de la Mouette, Gaspard, Melchior et Balthazar (Michel Tournier), mise en scène Julian Negulesco, Maison de la Culture de Bourges, Théâtre de Nevers.
- 1988 : Théâtre Avril, Aimer sans savoir qui (Lope de Vega), mise en scène Marianne Clévy, Jardin Shakespeare, Festival Avignon.
- 1989 : Bicentenaire de la Révolution, Les tréteaux de la révolution (spectacle en plein air), WM Productions, Jardin des Tuileries, Paris.
- 1989-1990 : Cie Pièces Montées, Motchia (Moynot-Jimena-Peyresaubes), mise en scène Madeleine Esther, Théâtre Des 50, Paris.
- 1990 : Théâtre de la Main d'Or, Trois mois de prison (Charles Vildrac), mise en scène Laurent Lévy.
- 1990-1992 : Cie L'Acte Théâtral, L'arbramouche (Théâtre de rue ambulant), mise en scène Vincent Martin, tournée Picardie.
- 1992 : Comédie de Caen, L'art de réussir (Nick Dear), mise en scène Étienne Pommeret, Comédie de Caen.
- 1992 : Cie les Acharnés – Denis Milos, Les naufrages du service 13 (Jean Lhote), mise en scène Denis Milos, TGP Frouard.
- 1993 : Cie MaskéNada, Le songe d'une nuit d'été, mise en scène Claude Mangen, Luxembourg. Rôle : Titania.
- 1993 : Cie L'Acte Théâtral, Conversations (Thierry Ferrer), mise en scène Vincent Martin, tournée en Picardie.
- 1994 : Cie Pièces Montées, Étoiles tombantes (M. C. Ford), mise en scène Philippe Papadopoulos, tournée de bars parisiens, Théâtre De la Renaissance, du Splendid, Cabaret Luna Park à West Hollywood (USA).
- 1994-1995 : Théâtre de la Colline, Dostoïevski va à la plage (M. A. de la Parra), mise en scène Frank Hoffmann[10].
- 1995 : Teatro Vivace, Le mariage de Pythagore (J. Portante), mise en scène Teatro Vivace, Château de Vianden, Luxembourg capitale européenne de la Culture.
- 1996 : Cie Louis Brouillard – Joël Pommerat, Présences (écriture collective), mise en scène Joël Pommerat, Théâtre Du Hublot, Théâtre 71 Malakoff.
- 1997 : Théâtre Avril, Il était mille fois (Marianne Clévy), mise en scène Marianne Clévy, tournée en Bulgarie.
- 1998-2007 : Cie des Hommes – D.Ruiz, L'amour en toutes lettres (Lettres à l'Abbé Viollet), mise en scène Didier Ruiz, tournée nationale.
- 1999 : Cie MaskéNada, Destin destination (J.Portante), mise en scène Claude Mangen, Luxembourg.
- 2002 : CDN Nancy, Le navire, spectacle-exposition d'Ilya Kabakov, mise en scène François Clavier et Charles Tordjman.
- 2004-2008 : Cie de l'Algarade, La journée d'une infirmière (A.Gatti), théâtre musical, mise en scène Mohamed Melhaa, La Méridienne de Lunéville, CCAM Vandoeuvre les Nancy, CDN Montreuil, Confluences (Paris), tournée.
- 2005 : Cie Pièces Montées, Midi-minuit Max Jacob, performance poétique et musicale, Nancy.
- 2006-2008 : Cie Pièces Montées, Félicité dans un arbre (G.Paley), spectacle de et par C.Moynot dans le cadre du collectif Femmes de Plume, Théâtre 14, Théâtre du Chaudron, Théâtre de l'Épée de Bois, tournée.
- 2012 : Cie des Acharnés – Mohamed Rouabhi, Mirbeau sans dieu ni maître, mise en scène Mohamed Rouabhi, Confluences, Paris
- 2010-2014 : Cie Franchement, Tu, Soda, feuilleton théâtral et musical en 8 épisodes de N.Kerszenbaum, I.Jude et D.Baronnet, La Générale Nord-Est, Collectif 12, La Faïencerie de Creil, Théâtre de l'Aquarium, Paris [11],[12].
- 2015 : Cie Franchement, Tu, Le lait et le miel, texte et mise en scène Nicolas Kerszenbaum, Festival Contre-Courant, Avignon.
- 2015 : Cie du Sans Souci, Le coup de grâce, texte et mise en scène Mélanie Grisvard, « Le Vent se lève », Paris 19e  et tournée nationale
- 2018 : Not Koko's Notes (sortie de chantier), d'Edouard Elvis Bvouma, mise en scène Louise Dudek, Théâtre de l'Aquarium, Paris.
- 2020-2021 : Cie Pièces Montées, Le Musée des Menus Souvenirs, installation-spectacle, Paris.

### Comédienne (États-Unis)
- 1981 : Laurie Theatre, The life of the insects (Josef Capeck), mise en scène Clarence Heeter.
- 1981 : Laurie Theatre, Every good boy deserves favor (Tom Stoppard), mise en scène Eli Simon.
- 1982 : Merrick Theatre, Reconsider the purple martin (LauraSue Epstein), mise en scène Terry Moore.
- 1982 : Spingold Theatre, Measure for measure (William Shakespeare), mise en scène Daniel Gidron.
- 1983 : Merrick Theatre, Otherwise engaged (S. Gray), mise en scène Daniel Gidron.

### Metteure en scène au théâtre (France)
- 1991 : Cie Pièces Montées, En marche (Arthur Rimbaud), Parade Sauvage pour Arthur Rimbaud, Grande Halle de la Villette, Paris.
- 1995 : Sauvage Productions, Cabaret sauvage (le spectacle, première version) sous le chapiteau Magic Mirrors, au Parc de la Villette, Paris.
- 1999 : Salon Du Livre De La Plume Noire, Gueuloir Poétique, récital de poésie de Léopold Sédar Senghor, Aimé Césaire et plusieurs auteurs vivants d'Afrique et de la Caraïbe.
- 2000 : Cie Pièces Montées, Les passagers (Jean Portante et Amadou Lamine Sall), Festival International de Poésie de Dakar (Sénégal), Île de Gorée (Sénégal), Théâtre d'Esch/Alzette (Luxembourg).
- 2001-2003 : Cie Pièces Montées, Les guerriers (Michel Garneau) au Théâtre des Deux Rives (Rouen), L'Échangeur (Bagnolet), Scène Nationale de Vandoeuvre, tournées CCAS [13],[14],[15].
- 2004 : Festival Corps De Textes, Théâtre des Deux Rives, Rouen, Après le théâtre, l'animal est triste d'Olivier Gosse avec Marius Colucci et Marilou Berry.
- 2005 : Gare Au Théâtre, Festival Brûlots d'Afrique, Le bocal est pourri de Gustave Akakpo.
- 2006 : Splendid St Martin, Arnaque, cocaïne et bricolage de Mohamed Rouabhi avec Lionnel Astier, Samir Guesmi, Edmond Bensimon…
- 2007 : Cie Pièces Montées, S'égarer dans la ville, mise en espace de textes de Leïla Sebbar, Cécile Wajsbrot, Marie Rouanet, Véronique Laupin, Anaïs Nin au Théâtre de l'Écho, Paris 20e.
- 2005-2008 : Cie Pièces Montées, Femmes de plume, 24 actrices prennent la parole. Résidences au Théâtre du Chaudron, Théâtre de l'Épée de Bois, au CCAM de Vandoeuvre, au TGP de Frouard et en tournée. Projet collectif soutenu par le Ministère de la Culture et le Fonds Social Européen.
- 2008 : Cie Pièces Montées, Au boulot, l'ours d'après The Bear that wasn't de Frank Tashlin, spectacle jeune public, théâtre d'objet musical, Théâtre de l'Echo, Paris.
- 2009-2011: Decommedia, Souffrance au travail et autres scenarios d'intervention en entreprise, en français et en anglais.
- 2009-2011 : Cie Pièces Montées, Mon voisin mon étranger sautons la barrière, projet de création théâtrale et musicale participative avec les habitants de deux quartiers de Paris 20e : en partenariat avec les collèges Jean Perrin et Henri Matisse, Centres Sociaux Croix St Simon et Étincelles, Médiathèque Marguerite Duras.
- 2010 : Cie Pièces Montées, Impromptus dans les cours d'immeuble  spectacle de rue (conte, correspondances, exposition photo, musique).
- 2010 : Cie Pièces Montées, Lectures théâtrales de textes de femmes, WIP Villette, Parc de la Villette, Paris. Textes de Michèle Laurence, Bernadette Le Saché, Laurence Such, Hala Moughanie, Mélanie Grisvard, Marianne Clévy.
- 2011 : Cie Pièces Montées, préfiguration des Triangles exquis, cabaret des femmes, des quartiers et de l'écriture, WIP Villette, Parc de la Villette, Paris. Textes de Lola Molina, Vanessa Oltra, Christine Van Acker, Albertine Itela, Najette Lebbad.
- 2012-2013 : Cie Pièces Montées, Chez moi là-bas, spectacle à épisodes de Sonia Ristic, Michèle Laurence, Solenn Denis, Sabine Revillet, Sophie Renauld, Mélanie Grisvard, Aurianne Abécassis, Léonore Confino, Carine Lacroix, Jalie Barcilon, joué en plein air dans les cours d'immeubles d'habitat social de Paris 20e.
- 2013 : Cie Pièces Montées, Les trublions de Marion Aubert, dans le parc du Château de Lunéville, juin 2013, festival « Rencontres Équestres ».
- 2014 : Cie Pièces Montées, La Marche des Oubliés de l'Histoire, création partagée, texte de Aurianne Abécassis, C.Fercak,  A.Lazarescou, L.Depauw, C.Evita, D.Bretesché, Carole Thibaut. En plein air dans les cours d'habitat social des Portes du 20e.
- 2015 : Cie Pièces Montées, Mi-dit à ma fenêtre, parcours déambulatoire théâtral, musical et filmique dans des groupes d'habitat social à Paris 20e.
- 2016-2017 : Cie Pièces Montées, Regarde les lumières mon amour d'Annie Ernaux, Théâtre 95 et tournée nationale[16],[17].
- 2017 : Théâtre 95, L'art et moi, série théâtrale en trois épisodes d'après des paroles d'habitant.e.s de Cergy-Pontoise.
- 2017-2018 : Cie Pièces Montées, Femmes ordinaires extraordinaires, 4 vraies-fausses visites guidées de quartiers populaires lors des journées du Matrimoine aux portes du 20e arr. de Paris[18].
- 2021 : Cie Pièces Montées, Une poussière dans l'âme, seul-en-scène écrit, conçu et interprété par Nen Terrien. Théâtre La Croisée des Chemins (Paris 19e).